# Резня в Дейр-Ясине
Резня в Дейр-Ясине (араб. مذبحة دير ياسين‎, ивр. טבח דיר יאסין‎) — события 9 апреля 1948 года, в ходе которых арабская деревня Дейр-Ясин была захвачена еврейскими вооружёнными формированиями Иргун и Лехи (сионистов-ревизионистов) при подержке Хаганы и Пальмаха (сионистов-социалистов).
По современным оценкам, при захвате деревни погибло 100—110 арабов, в то время как еврейские силы потеряли 5 человек убитыми и свыше 30 — ранеными.

## Предыстория
29 ноября 1947 года ООН приняла план по разделу Палестины на арабское и еврейское государства; предполагалось, что Иерусалим с прилегающим к нему районом будет находиться под международным управлением.
Арабские руководители, в том числе Лига арабских государств (ЛАГ) и палестинский Высший арабский совет, категорически отвергли план ООН по разделу Палестины. Вялотекущие столкновения между еврейскими и арабскими военизированными группировками стали перерастать в полномасштабную войну. Планы арабской стороны включали в себя недопущение создания еврейского государства, а с момента провозглашения независимости Израиля 14 мая 1948 года — его уничтожение.
В то время, как британский мандат в Палестине ещё продолжал действовать, была организована Арабская освободительная армия (АОА), финансируемая и вооружаемая государствами ЛАГ. Она начала боевые действия против еврейской общины. Англичане, вместо того, чтобы пресечь это, передали в распоряжение АОА свои полицейские форты. В результате арабским силам удалось блокировать дороги, соединявшие Тель-Авив с Иерусалимом, Хайфу — с Западной Галилеей, Тверию — с Восточной Галилеей и Афулу — с долиной Бейт-Шеан. Еврейские поселения в Негеве оказались изолированными. В марте 1948 года сообщение между Иерусалимом и остальными еврейскими поселениями прекратилось, и город оказался в блокаде, приведшей к голоду. Еврейские конвои с продуктами подвергались нападениям арабских сил.
В ответ Хагана начала операцию «Нахшон», чтобы снять арабскую блокаду Иерусалима. В рамках операции, отряды Хаганы и её подразделения Пальмах атаковали деревню Аль-Кастал, расположенную в двух километрах к северу от Дейр-Ясина. Следующим стал сам Дейр-Ясин.

## Деревня Дейр-Ясин

### Общие сведения и история взаимоотношений
Население арабской деревни Дейр-Ясин, расположенной к западу от Иерусалима, насчитывало около 700 человек. Стратегическое значение деревни определялось тем, что она располагалась возле дороги, связывавшей Тель-Авив с Иерусалимом.
Жители деревни были враждебны евреям во время беспорядков 1929 года и участвовали в нападениях на еврейское поселение Гиват-Шауль во время арабского восстания 1936—1939 годов.

### Мирное соглашение и вопрос его соблюдения
Согласно ряду источников, жители деревни, несмотря на их прежнюю враждебность, «успокоились» за время Второй мировой войны, и староста деревни начал сотрудничать с органами еврейского поселения; достоверно известно, что в середине 1947— начале 1948 года Дейр-Ясин и Гиват-Шауль заключили соглашение о неучастии в войне.
Акива Азулай (бывший заместителем коменданта Гиват-Шауля) рассказывал, что брат мухтара (старосты) Дейр-Ясина не поддержал этот договор, и Гиват-Шауль периодически подвергался обстрелам со стороны арабской деревни. Те же источники утверждают, что ещё 2 апреля из Дейр-Ясина начались обстрелы кварталов Бейт-а-Керем и Ефе-Ноф. Затем поступили разведывательные сообщения о строительстве в деревне укреплений, накапливании оружия и боеприпасов, появлении иракских боевиков и арабских ополченцев, нападавших на Еврейский квартал в Старом городе Иерусалима, а также тренировках, проводимыми арабами Дейр-Ясина с артиллерийской установкой, предназначенной для обстрела еврейских конвоев в осаждённый Иерусалим. Также приводятся исследования арабского университета Бир-Зейт, показывающие, что мужчины Дейр-Ясина участвовали в антиеврейских акциях.

### Наличие арабских военных формирований
Ряд историков считает, что в деревне был расквартирован отряд арабских ополченцев; по мнению Бенни Морриса, это возможно, но однозначных доказательств этому нет. Жители Дейр-Ясина вызывали британскую полицию, чтобы изгнать группу арабских боевиков, пытавшихся создать там базу для нападений на транспорт, проезжавший по дороге Тель-Авив—Иерусалим. После этого эпизода Дейр-Ясин заключил с Гиват-Шаулем мирное соглашение. Не желая втягиваться в конфликт, руководство деревни обязалось не давать бандам использовать свою деревню или, если не получится изгнать их самостоятельно, сообщать о них евреям. Взамен Гиват-Шауль гарантировал жителям деревни право транзита в Иерусалим пешком или на автомобиле через свою территорию. Окружное командование Хаганы одобрило соглашение. Мухтар деревни сообщил об этом арабскому чрезвычайному комитету в Иерусалиме. Ответных шагов против мухтара предпринято не было, и ему не было приказано расторгнуть соглашение. Через несколько дней в Дейр-Ясине попыталась обосноваться группа моджахедов, но им пришлось покинуть деревню из-за возражений её жителей. Через месяц другая группа моджахедов захотела использовать деревню как базу для нападений на Гиват-Шауль, но получила отказ. В конце марта Дейр-Ясин не пустил к себе отряд АОА.
Тем не менее, Йоав Гелбер считает маловероятным, что к началу апреля соглашение, подписанное в январе при совершенно других обстоятельствах, еще сохраняло свою силу, учитывая интенсивность военных действий между арабами и евреями в других местах. Он пишет, что 2 апреля произошли обмены выстрелами между Дейр-Ясином и близлежащими еврейскими деревнями, а в следующие несколько дней из деревни обстреливали еврейское поселение Моца и еврейский транспорт на дороге в Тель-Авив. 8 апреля молодые люди из Дейр-Ясина принимали участие в защите деревни Аль-Кастал, атакованную отрядом Хаганы за день до этого: имена нескольких жителей деревни имеются в списке раненых в этом столкновении, составленном уголовным розыском Подмандатной Палестины. По данным разведки, в Дейр-Ясине стали появляться люди в иракской военной форме.

## Состав нападавших
Основную часть еврейских сил, атаковавших деревню, составляли 110 членов двух подпольных боевых организаций — «Иргуна» и «Лехи» (принадлежавших к сионистам-ревизионистам). В нападении также принимали участие ударные отряды «Хаганы» и «Пальмаха» (связанных с рабочим сионизмом).

## Подготовка к нападению

### Решение о проведении атаки
В связи с кризисом, сложившимся на конец марта из-за арабских нападений на еврейские конвои, снабжавшие Иерусалим, «Иргун» и «Лехи», по позднейшим показаниям двух командиров «Иргуна», захотели провести ответную акцию возмездия. Обе группы обратились к командиру Иерусалимского округа «Хаганы» Давиду Шальтиэлю и получил его согласие на взятие Дейр-Ясина.

### Планирование нападения
Согласно Морису, на встречах, где ревизионистами обсуждался план нападения, было решено, что жители деревни будут изгнаны. Члены Лехи предложили, чтобы каждый житель Дейр-Ясина, который бы не скрылся бегством, был убит с целью устрашения остального арабского населения страны, «чтобы показать, что происходит, когда Иргун и Лехи объединяются вместе». Большинство боевиков, участвовавших в обсуждении, высказались за то, чтобы убить жителей деревни мужского пола, однако Менахем Бегин отверг эти предложения. Согласно Йехуде Лапидоту (Иргун), атакующим отрядам был отдан специальный приказ: не убивать женщин, детей и пленников.
По ряду свидетельств, боевики Иргуна и Лехи были недостаточно обучены и плохо подготовлены к ведению боя в городских условиях.

## Нападение

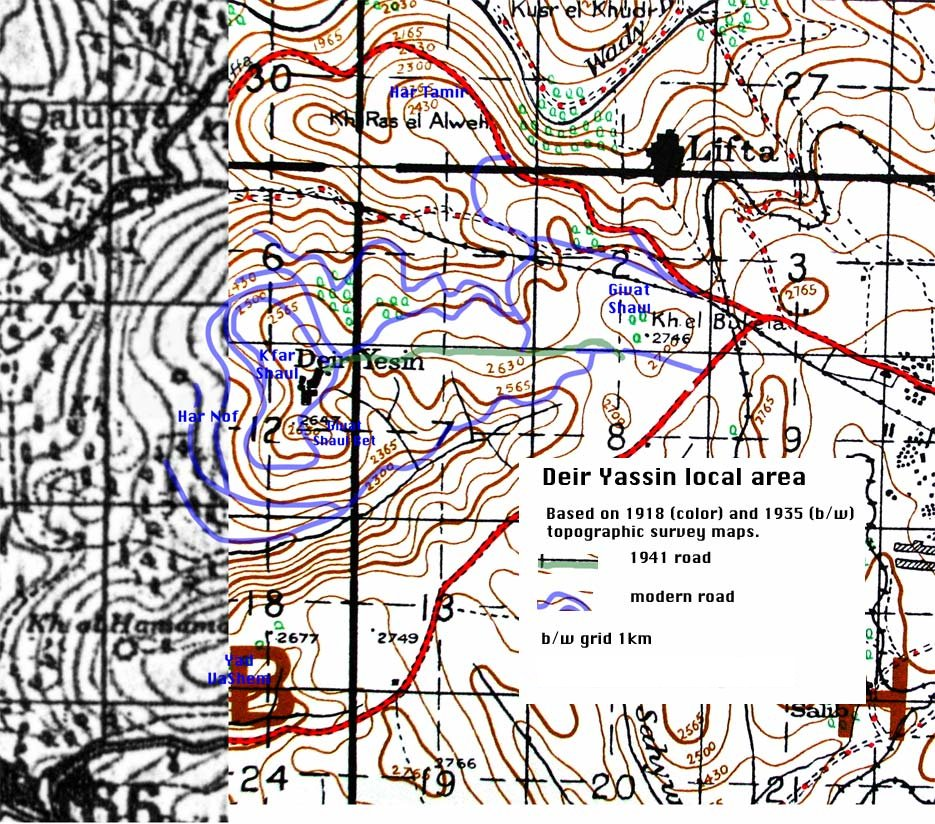
Карта

После инструктажа боевики разошлись по намеченным позициям. Отряд Лехи приближался к Дейр-Ясину с севера, в то время как один из отрядов Иргуна приближался к деревне с востока, а другой с юга.
Предполагалось убедить жителей покинуть деревню с помощью громкоговорителя. В начале столкновения бронеавтомобиль Иргуна с громкоговорителем начал призывать жителей сложить оружие и бежать. Но, по данным историка Бенни Морриса, он застрял в кювете в 30 метрах от деревни и, вероятно, его не услышали. Согласно историку Ури Мильштейну, есть, как минимум, два свидетельства членов Хаганы, находившихся на месте событий, о том, что боевики Лехи использовали громкоговоритель с целью убедить жителей сдаться.
В 4 часа 45 минут утра часовой в деревне заметил нападавших. Он крикнул по-арабски «Махмуд!», но одному из боевиков Иргуна показалось, что он сказал «Ахдут». Он ответил отзывом на пароль — «Лохемет!», и арабы открыли огонь.
Командиры Иргуна и Лехи полагали, что жители деревни её покинут, спасаясь бегством, однако нападение встретило сопротивление. По мнению Гелбера, жители деревни не осознавали, что целью атакующих был её захват, и полагали, что это всего лишь налёт, в результате чего они не спаслись бегством, когда у них ещё был такой шанс. Снайперский огонь защитников, особенно из дома мухтара, успешно сдерживал атаку. Атакующие прибегли к штурмовой тактике захвата домов один за другим, используя гранаты, автоматный и винтовочный огонь, и, по некоторым сведениям, взрывчатку.
Силы Лехи продвигались медленно, занимая дом за домом. Оружие выходило из строя, некоторые из боевиков не выдергивали чеку, кидая гранаты, а командир отряда Лехи Амос Кейнан был ранен собственными людьми. В то же время боевики Иргуна на другой стороне деревни также испытывали трудности. Около 7 часов утра командиры Иргуна, деморализованные сопротивлением арабов и своими растущими потерями, передали отряду Лехи сообщение, что ими рассматривается возможность отступления. В ответ на это из Лехи было послано сообщение, что они уже в деревне и ожидают скорой победы. Большое количество раненых представляло собой проблему. Были вызваны машины скорой помощи со станций Красного Маген Давида. Боевики брали кровати из домов и снимали двери с петель, укладывали на них раненых и велели жителям деревни переносить их к машинам скорой помощи. Они полагали, что снайперы не будут стрелять по своим односельчанам, но, согласно Мильштейну, «арабы стреляли и ранили нескольких „носильщиков“».
По данным Мильштейна, Иргун организовал подвоз взрывчатки с базы в Гиват Шауле и начал с её помощью захватывать дома. В ряде случаев в результате силы взрыва разрушались целые части дома, хороня под собой его защитников и находящихся в доме гражданских лиц. К концу дня было взято в плен около 100 жителей. Примерно в 10 утра прибыл отряд Пальмаха с броневиком и двухдюймовым минометом. С помощью трёх выстрелов из миномета были нейтрализованы снайперы, ведшие огонь из дома мухтара. Офицер Лехи Давид Готлиб сказал, что Пальмах завершил «в течение часа то, что мы не могли довести до конца в течение нескольких часов». Бой прекратился примерно в 11 утра.
По словам израильского политика и историка Меира Паиля, утверждавшего, что он присутствовал при описываемых событиях, евреи-харедим из Гиват-Шауля пришли на помощь жителям Дейр-Ясина примерно в 2 часа дня и смогли остановить начавшиеся убийства пленных. Присутствие Паиля, однако, ставится под сомнение историком Мильштейном, который счёл свидетельства Паиля сфабрикованными.

## Обвинения нападавших в зверствах
Ицхак Леви, командир иерусалимского подразделения Шай (информационной службы Хаганы) передавал в своём отчёте об убийстве правыми боевиками ряда пленных, включая женщин и детей. Он также писал, ссылаясь на слова членов Лехи, что боевики Иргун изнасиловали несколько арабских девушек и затем их убили; Леви прокомментировал: «мы не знаем, правда ли это». Другой сотрудник Шай, Мордехай Гишон, обвиняет бойцов Иргуна и Лехи в грабеже и избиении захваченных; он писал в отчёте, что изначальное намерение нападавших брать пленных было затем изменено, и было принято решение их перебить.
Михаэль Бар-Зохар писал: «Во время боя, особенно ближе к концу, нападавшие безжалостно убивали всех, кто попадался под руку, за исключением немногих женщин и детей, которые на грузовой машине были отправлены в Иерусалим… Люди Иргуна (Эцеля) и Лехи не готовили эту акцию заранее, но, встретив яростное сопротивление и неся большие потери, охваченные ненавистью к арабам, впали в массовую истерию».
Хасан Нусейба, бывший в 1948 году редактором новостей на арабском языке британской радиостанции в Палестине, рассказал в интервью телекомпании BBC о ситуации в освещении событий в Дейр-Ясине. Он рассказал, что спросил у Хусейна Халиди (секретаря ВАК), как ему освещать историю в Дейр-Ясине, на что Халиди ответил: «Нам надо извлечь из неё максимальную выгоду». Поэтому Нусейба и сообщил по радио об убийствах детей и изнасилованиях беременных женщин в Дейр-Ясине. В той же передаче, один из жителей деревни, Абу-Махмуд, рассказал, что жители тогда протестовали: «Мы им сказали, что никаких изнасилований не было». Халиди им ответил: «Нам это необходимо для того, чтобы арабские армии пришли и спасли нас от евреев».
Согласно израильскому историку Арье Ицхаки, в израильских военных архивах имеется отчет двух врачей больницы «Хадасса», специально направленных в деревню по поручению Сохнута и «Хаганы». Врачами были обнаружены около 80-90 тел, без следов насилия, в основном мужчин, и «совсем немного детей и женщин».

## Другие версии событий
Израильские правые обвиняли израильский левый истеблишмент в сознательном извращении истории Дейр-Ясина с целью партийной борьбы против правых (изначально — с целью недопущения ревизионистов в правительство и на руководящие должности в армии и для подтверждения навешенного на них ярлыка «фашистов»). С этой целью, по их словам, истеблишмент даже скрывал документы, оправдывающие действия еврейской стороны. Они настаивали, что Дейр-Ясин не была нейтральна, но служила базой арабских боевиков; что атака на Дейр-Ясин была целиком согласована с руководством ишува и санкционирована им, и вообще проводилась совместно с «Хаганой» в рамках спланированной штабом Хаганы операции «Нахшон» (операция по занятию деревень вдоль трассы Тель-Авив — Иерусалим для прорыва блокады) и не сопровождалась зверствами: немногочисленные убитые женщины и дети являлись случайными жертвами боя, особенно же при взрывах домов (дома взрывались, так как использовались как укреплённые пункты сопротивления). Альтернативная «про-ревизионистская» версия событий, направленная на разоблачение «чёрной легенды» про резню, изложена в книге израильского военного историка доктора Ури Мильштейна «Кровавый навет в Дейр-Ясине».

## Число жертв

### Потери арабов
Первоначально распространившаяся оценка числа погибших жителей Дейр-Ясина составила 254 человека, но, по большинству современных оценок, это количество было сильно преувеличено и реальное число погибших арабов составило приблизительно 100—110 человек.

### Потери евреев
Еврейские силы потеряли 5 человек убитыми и около 35 ранеными.

## Последствия

### Краткосрочные
Командование Хаганы, а затем и еврейское правительство, арестовавшее виновных в расправе офицеров Иргун, немедленно осудили это массовое убийство. Хагана приложила огромные усилия, чтобы скрыть своё участие в операции.
События в Дейр-Ясине, широко освещавшиеся и преувеличивавшиеся арабской прессой, глубоко деморализовали палестинских арабов и вызвали их массовое бегство. Вместе с тем, инцидент озлобил арабские вооружённые силы, вызвав жажду мести. С ним связывают, по крайней мере, две расправы с их стороны, последовавшие во время войны:
- 13 апреля арабские боевики, при поддержке британских сил, устроили нападение на медицинский конвой, направлявшийся в больницу Хадассы (преимущественно состоявший из безоружных преподавателей, медсестёр и врачей), убив 79 евреев. Часть из них была заживо сожжена в транспортных средствах. Также погиб один британский солдат[1][32].
- 12 мая были расстреляны[англ.] сдавшиеся в плен жители и защитники киббуца Кфар-Эцион[33].

### Долгосрочные
С годами резня в Дейр-Ясине стала использоваться в арабской пропаганде, чтобы очернить ишув в целом.
В течение последующих десятилетий политическая партия «Херут» Менахема Бегина (ранее возглавлявшего Иргун) и ее преемница партия «Ликуд» подвергались постоянной критике слева за Дейр-Ясин в рамках внутриизраильской политической борьбы. В 2002 году левая партия Мерец пыталась запретить участнику событий и бывшему члену Лехи Эзре Яхину выступать перед солдатами ЦАХАЛ, поскольку он заявлял, что в Дейр-Ясине не было никакой резни.